# Carla Scicluna
Carla Scicluna (* 27. Januar 2001) ist eine maltesische Leichtathletin, die sich auf den Sprint spezialisiert hat.

## Sportliche Laufbahn
Erste Erfahrungen bei internationalen Meisterschaften sammelte Carla Scicluna beim Europäischen Olympischen Jugendfestival (EYOF) 2017 in Győr, bei dem sie mit 12,82 s in der ersten Runde im 100-Meter-Lauf ausschied und über 200 Meter mit 25,90 s im Halbfinale ausschied. Im Jahr darauf schied sie bei den U18-Europameisterschaften ebendort mit 12,68 s und 26,04 s jeweils in der Vorrunde über 100 und 200 Meter aus und 2021 kam sie bei den U23-Europameisterschaften in Tallinn mit 12,05 s nicht über den Vorlauf über 100 Meter hinaus. Dank einer Wildcard startete sie Ende Juli über 100 Meter bei den Olympischen Spielen in Tokio und überstand dort die Vorausscheidung und schied dann mit 12,16 s in der Vorrunde aus. Im Jahr darauf startete sie im 60-Meter-Lauf bei den Balkan-Hallenmeisterschaften in Istanbul und schied dort mit 7,69 s in der ersten Runde aus. Anschließend kam sie auch bei den Hallenweltmeisterschaften in Belgrad mit 7,71 s über den Vorlauf hinaus. Anfang August schied sie bei den Commonwealth Games in Birmingham mit 11,89 s im Vorlauf über 100 Meter aus und verpasste mit der 4-mal-100-Meter-Staffel mit 45,59 s den Finaleinzug.
In den Jahren 2020 und 2022 wurde Scicluna maltesische Meisterin im 100-Meter-Lauf sowie 2022 auch über 200 Meter. Zudem siegte sie 2020 in der 4-mal-100-Meter-Staffel.

## Persönliche Bestleistungen
- 100 Meter: 11,70 s (+1,5 m/s), 7. Juli 2022 in Marsa
  - 60 Meter (Halle): 7,69 s, 5. März 2022 in Istanbul
- 200 Meter: 24,30 s (+0,4 m/s), 8. Juli 2022 in Marsa